# Braunschweiger Kirchenordnung

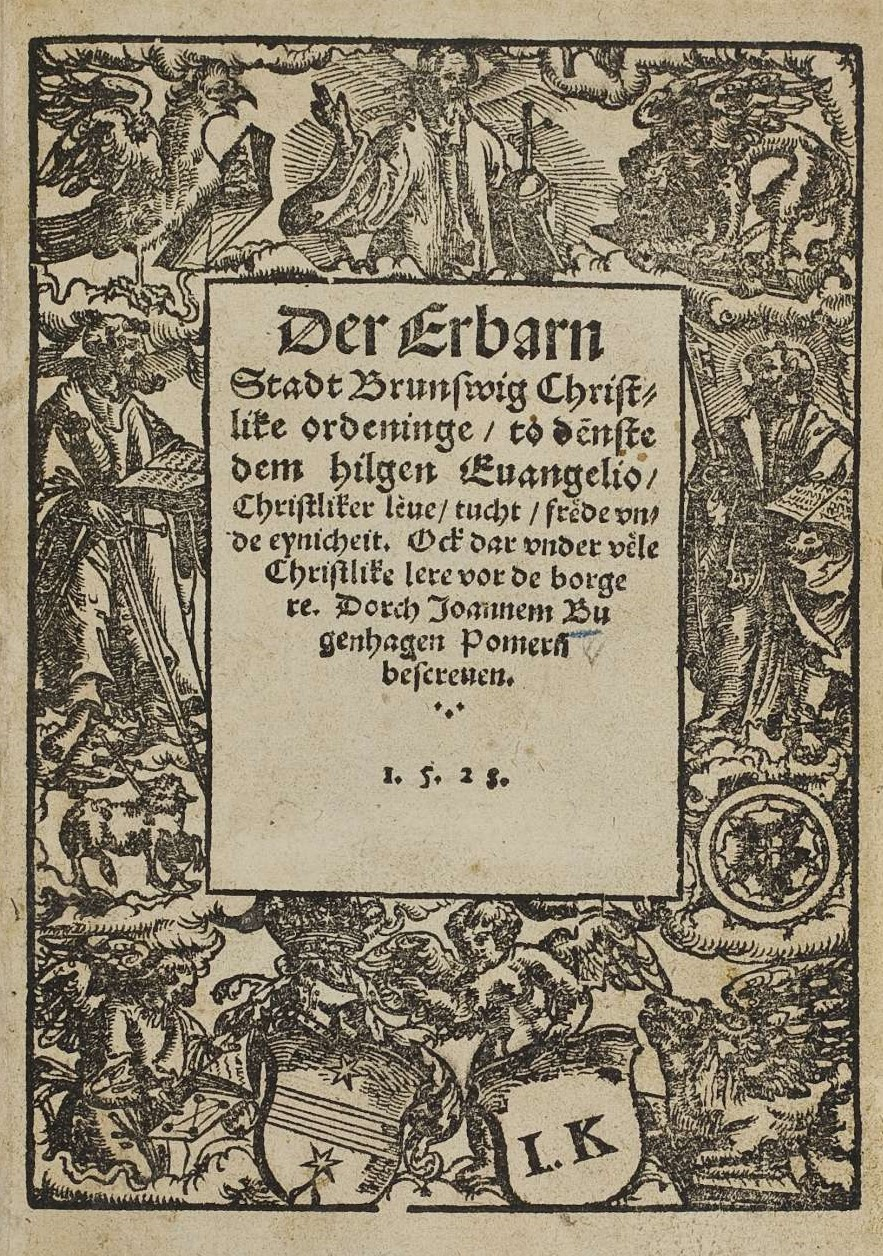
Titelblatt der Kirchenordnung von 1528

Die Braunschweiger Kirchenordnung, Originaltitel: Der Erbarn Stadt Brunswig Christlike ordeninge/ to dēnste dem hilgen Evangelio, Christliker lève, tucht, freede unde eynicheit. Ock darunder vele Christlike lere vor de borgere. Dorch Joannem Bugenhagen Pomern bescreven, ist eine von Johannes Bugenhagen im Jahr 1528 im Zuge der Reformation erstellte Schrift, mit der eine einheitliche Ordnung in den Bereichen Kirche, Schule und Armenfürsorge in Braunschweig festgeschrieben werden sollte.

## Hintergrund
In der Stadt stießen die reformatorischen Ideen Martin Luthers sehr früh auf breite Zustimmung. Die Stadt hatte sich unter ihren Landesherren zu einem Ort mit Kirchen, Klöstern und einem aufstrebenden Bürgertum entwickelt. Die Bürger der Hansestadt Braunschweig hatten sich von der Landesherrschaft abgespalten. Die reformatorische Bewegung war daher auch von den Auseinandersetzungen zwischen den Gläubigen der Stadt und dem katholischen Landesherrn Herzog Heinrich dem Jüngeren geprägt. Zu den ersten Anhängern Luthers zählten neben einigen Mönchen des Aegidienklosters und Predigern der Pfarrkirchen auch Humanisten wie die Stadtphysici Euricius Cordus und Bertram von Damm, sowie Teile des städtischen Bürgertums und Angehörige der Handwerksgilden.
Dass der Reformationsgedanke sich in Braunschweig durchsetzte, war unter anderem dem Benediktinermönch Gottschalk Kruse und Heinrich Lampe (1503–1583), der als erster protestantischer Prediger in Braunschweig angesehen wird, aber auch dem Juristen und Syndikus Autor Sander (1500–1540) und den Bürgermeistern der Weichbilde, den Kaufleuten oder Fernhändlern wie dem Gewandschneider Hans Pelt (um 1473–1530) zu verdanken. Zur Verbreitung der reformatorischen Lehren trug auch der Buchdrucker Hans Dorn bei; er hatte bereits 1518 die Schriften Luthers vervielfältigt.
1528 wurden bei Bürgerversammlungen unter der Führung Autor Sanders Rufe nach Änderungen laut. Es wurden unter anderem eine evangeliumsgemäße Feier des Abendmahls und Anpassungen der Gottesdienstabläufe oder die Bestellung von lutherischen Predigern oder eines gelehrten Theologen gefordert. Im März 1528 kam es durch eine Ratsordnung und ein in den Weichbilden Hagen und Altewiek erarbeitetes Reformprogramm zur Neuordnung des Kirchenwesens. Zunächst wurde der Theologe Heinrich Winkel und um Ostern 1528 ein enger Vertrauter Luthers, der Stadtpfarrer Johannes Bugenhagen, zur Durchführung der Reformation nach Braunschweig berufen.
Bugenhagen fasste die Forderungen der reformatorisch gesinnten Bürger in einem Verfassungsdokument zusammen, das als Braunschweiger Kirchenordnung bezeichnet wird. Der Rat der Stadt Braunschweig stimmte dieser Kirchenordnung am 5. September 1528 zu und verkündete am nächsten Tag offiziell die Reformation in der Stadt Braunschweig.
Der Rat der Stadt erhielt durch seine Aufsichtsfunktion über das Kirchenwesen ein Mitspracherecht bei der Besetzung der kirchlichen Stellen. Neu war das Amt des Superintendenten, der nun an der Spitze der neuen Kirchenregierung stand. Martin Görlitz († 1549) wurde auf Empfehlung Luthers erster Superintendent Braunschweigs und war ab 1542 Lektor und Prediger am Kollegiatstift St. Blasii.

## Inhalt
Die Kirchenordnung beschreibt die Bestimmungen zu den Aufgaben und Einkünften der Prediger sowie den Ablauf der Gottesdienste. Sie regelt die Bereiche der Taufe, der Ehe, der Errichtung von Schulen, den für Bugenhagen wichtigen Bereich der Armenfürsorge, aber auch Regelungen zur Dienstaufsicht über die Priester. Die Kirchenordnung ist in niederdeutscher Sprache verfasst. Sie gilt als wichtiges kirchenrechtliches Dokument und bestimmte die Grundlagen für die Entwicklung des evangelischen Kirchenwesens bis 1671. Ein breites Feld ist die Regelung der Armenfürsorge und des Schulwesens. Bugenhagens Anliegen war es insbesondere, auf die Schulnot und Schulpflicht für Kinder aus allen sozialen Schichten hinzuweisen. Er schrieb zudem die Anforderungen an die Fähigkeiten der Lehrer sowie die Höhe ihrer Besoldung fest und stellte Lehrpläne für die städtischen Lateinschulen Martineum und Katharineum sowie für die Schreibschulen und eine zu errichtende Jungfrauenschule auf. Letztere kam jedoch nie zustande. Die Armenfürsorge sollte durch Gemeindekassen finanziert werden.

## Rezeption
1528 verfasste Bugenhagen eine niederdeutsche Kirchenregelung, auf die sich alle Ratsmitglieder einigen konnten. Durch seine Predigten machte er die Reformideen auch den „einfachen“ Menschen zugänglich. Er verfasste weitere Kirchenordnungen nach diesem Vorbild für die Städte Hamburg (Der ehrbaren Stadt Hamburg Christliche Ordnung. 1529), Lübeck (Der keyserliken Stadt Lübeck christlike Ordeninge. 1531), Hildesheim (1544) und Braunschweig-Wolfenbüttel (Kirchenordnung Unnser, von Gottes Genaden, Julii Hertzogen zu Braunschweig und Lüneburg, etc. 1569) aber auch für Pommern (Pommersche Kirchenordnung 1535) oder König Christian von Dänemark (Christlyke Kercken Ordeninge/ De yn den Fürstendömen/ Schleßwig/ Holsten etc. schal geholden werdenn 1542).

## Ausgaben und Auszüge
- Johannes Bugenhagen: Der Erbarn Stadt Brunswig Christlike ordeninge/ to dēnste dem hilgen Evangelio, Christliker lève, tucht, freede unde eynicheit. Ock darunder vele Christlike lere vor de borgere. Dorch Joannem Bugenhagen Pomern bescreven. Klug, Wittenberg 1528 (niederdeutsch, diglib.hab.de).
- Johannes Bugenhagen: Bugenhagens Kirchenordnung für die Stadt Braunschweig. Nach dem niederdeutschen Drucke von 1528. Mit historischer Einleitung, den Lesarten der hochdeutschen Bearbeitungen und einem Glossar. Hrsg.: Ludwig Hänselmann. Julius Zwissler, Wolfenbüttel 1885 (tu-braunschweig.de).
- Johannes Bugenhagen: Ordnung der Messe aus der Braunschweiger Kirchenordnung 1528. In: Wolfgang Herbst (Hrsg.): Evangelischer Gottesdienst. Quellen zu seiner Geschichte. 2., völlig neubearbeitete Auflage. Vandenhoeck und Ruprecht, Göttingen 1992, ISBN 3-525-57186-0, S. 88–102 (books.google.de – Leseprobe).
- Johann Bugenhagen: Von der Kindertaufe. Ein Kapitel aus der Braunschweiger Kirchenordnung von 1528 (= Stimmen der Väter. Nr. 2). Evang.-Luth. Pfarramt St. Ulrici-Brüdern, Braunschweig 1992, OCLC 257804830.